# Rhaphidostegium subsimplex
Rhaphidostegium subsimplex là một loài rêu trong họ Sematophyllaceae. Loài này được (Hedw.) Besch. mô tả khoa học đầu tiên năm 1876.